# Pleuranthodium biligulatum
Pleuranthodium biligulatum är en enhjärtbladig växtart som först beskrevs av Theodoric Valeton, och fick sitt nu gällande namn av Rosemary Margaret Smith. Pleuranthodium biligulatum ingår i släktet Pleuranthodium och familjen Zingiberaceae. Inga underarter finns listade i Catalogue of Life.